# Фридрих Гюнтер (Шварцбург-Рудолщат)
Фридрих Гюнтер фон Шварцбург-Рудолщат (на немски: Friedrich Günther Fürst von Schwarzburg-Rudolstad; * 6 ноември 1793, Рудолщат; † 28 юни 1867, дворец Хайдексбург до Рудолщат) от фамилията Шварцбург, е княз на Шварцбург-Рудолщат, граф на Хонщайн, господар на Бланкенбург, Лойтенберг и други (1807 – 1867).

## Биография
Той е най-възрастният син на княз Лудвиг Фридрих II фон Шварцбург-Рудолщат (1767 – 1807) и съпругата му принцеса Каролина фон Хесен-Хомбург (1771 – 1854), дъщеря на ландграф Фридрих V Лудвиг фон Хесен-Хомбург (1748 – 1820) и принцеса Каролина фон Хесен-Дармщат (1746 – 1821).
След смъртта на баща му на 28 април 1807 г. майка му Каролина фон Хесен-Хомбург, според завещанието, е регентка до пълнолетието на наследствения принц Фридрих Гюнтер през 1814 г.
През 1810/1811 г. Фридрих Гюнтер е изпратен с брат му Алберт (1798 – 1869) една година да учи в Женева. Той учи френски език и пътува в Швейцария и Италия. През 1814 г. става княз за 53 години. Той не се интересува от управлението и оставя на други да вземат решенията. На 8 януари 1816 г. издава една Конституция.
Умира на 73 години на 28 юни 1867 г. в дворец Хайдексбург близо до Рудолщат. Брат му Алберт поема управлението на княжеството на 28 юни 1867 г.

## Фамилия
Първи брак: на 15 април 1816 г. в Десау за първата си братовчедка принцеса Августа фон Анхалт-Десау (* 18 август 1793, Десау; † 12 юни 1854, Рудолщат), дъщеря на наследствения принц Фридрих принц фон Анхалт-Десау (1769 – 1814) и Амалия фон Хесен-Хомбург (1774 – 1846). Te имат трима сина:
- Фридрих Гюнтер (* 31 януари 1818, Рудолщат; † 16 март 1821, Рудолщат), наследствен принц
- Гюнтер (* 5 ноември 1821, Рудолщат; † 11 ноември 1845, Рудолщат)
- Густав Адолф (* 7януари 1828, Рудолщат; † 30 ноември 1837, Рудолщат)

Втори брак: на 7 август 1855 г. в Дрезден (морг.) с принцеса Хелена фон Анхалт, графиня фон Рейна (* 1 март 1835, Десау; † 6 юни 1860, Рудолщат), дъщеря на Георг (1796 – 1865), брат на първата му съпруга, и съпругата му Тереза Емма фон Ердмансдорф, графиня фон Рейна (1807 – 1848). Те имат децата:
- Хелена фон Лойтенберг (* 2 юни 1860, Рудолщат; † 17 май 1937, Хановер), направена 1860 г. на принцеса фон Лойтенберг, омъжена в Рудолщат на 24 февруари 1884 г. за принц Ханс фон Шьонайх-Каролат (* 26 август 1840, † 5/6 май 1910)
- Гюнтер Зицо фон Лойтенберг (* 3 юни 1860, Рудолщат; † 24 март 1926, Грос Хартау), става принц на Лойтенберг на 8 ноември 1896, княз на Шварцбург, граф на Хонщайн, господар на Арнщат, Зондерсхаузен, Лойтенберг, Бланкенбург и шеф на рода (1925 – 1926), женен в Десау на 25 януари 1897 г. за принцеса Александра Тереза Мария фон Анхалт-Десау (* 4 април 1868; † 26 август 1958)

Трети брак: на 24 септември 1861 г. в Шварцбург (морг.) за Лидия Мария Шултце (* 22 октомври 1840, Инстербург; † 19 март 1909, Берн), която той прави на 24 септември 1861 г. на „графиня фон Брокенбург“, дъщеря на Карл Лудвиг Ото Шултце и Амалия Шарлота Катарина Цант. Бракът е бездетен. Лидия Мария Шултце се омъжва втори път през юли 1873 г. за Марцелус фон Ненки.
Той има незаконните деца от Фридерика Товарт (* 1820; † 1884, Рудолщат):
- Мари (* 12 април 1843, Франкфурт на Майн)
- Емма (* 12 декември 1846, Нойхауз до Кобург), омъжена за неизвестен по име
- Хелена (* 7 ноември 1848, Рудолщат)